# Larrivière-Saint-Savin
Larrivière-Saint-Savin ist eine französische Gemeinde mit 588 Einwohnern (Stand 1. Januar 2022) im Département Landes in der Region Nouvelle-Aquitaine (vor 2016: Aquitanien). Sie gehört zum Arrondissement Mont-de-Marsan und zum Kanton Adour Armagnac.
Die Einwohner werden Saint-Savinois und Saint-Savinoises genannt.

## Geographie
Die Gemeinde Larrivière-Saint-Savin liegt ca. 15 Kilometer südöstlich von Mont-de-Marsan am Nordostrand der Landschaft Chalosse und im Weinbaugebiet Tursan in der historischen Provinz Gascogne.
Umgeben wird Larrivière-Saint-Savin von den Nachbargemeinden:
| Saint-Maurice-sur-Adour | Grenade-sur-l’Adour                         | Bordères-et-Lamensans |
| Montgaillard            | Kompassrose, die auf Nachbargemeinden zeigt | Renung                |
| Fargues                 | Buanes                                      | Classun               |

Larrivière-Saint-Savin liegt am linken Ufer des Flusses Adour. Nebenflüsse des Adour, der Ruisseau de Mahourat, an seinem Oberlauf auch Ruisseau du Bois des Pins genannt, und der Ruisseau de Téchénérat, an seinem Oberlauf auch Ruisseau de Lagrabe genannt, durchqueren das Gebiet der Gemeinde.

## Geschichte
Ein römisches Militärlager, genannt Camp romain de Thun wurde auf dem Gebiet der Gemeinde auf einer Anhöhe eingerichtet, um über das Tal des Adour zu wachen. In unmittelbarer Nähe sind ein künstlicher Erdhügel und Verschanzungen zu erkennen, deren heutige Form aus dem fünften Jahrhundert datiert. Ein Oratorium stand bereits seit dem vierten Jahrhundert an dieser Stelle.
Die Gemeinde hat per Dekret vom 7. Juli 2006 ihren Namen von Larrivière nach Larrivière-Saint-Savin geändert.

### Einwohnerentwicklung
Nach Beginn der Aufzeichnungen stieg die Einwohnerzahl bis zur ersten Hälfte des 19. Jahrhunderts auf einen Höchststand von 1115. In der Folgezeit sank die Größe der Gemeinde bei kurzen Erholungsphasen bis zu den 1930er Jahren auf rund 530 Einwohner, konnte aber bis zu den 1960er Jahren auf ein Niveau von rund 600 Einwohnern wachsen, das bis heute approximativ gehalten wird.
| Jahr      | 1962 | 1968 | 1975 | 1982 | 1990 | 1999 | 2006 | 2010 | 2022 |
| --------- | ---- | ---- | ---- | ---- | ---- | ---- | ---- | ---- | ---- |
| Einwohner | 595  | 622  | 546  | 547  | 550  | 577  | 569  | 600  | 588  |

## Sehenswürdigkeiten

### PfarrkircheSaint-Savin
Sie wurde 1868 errichtet, das Kircheninnere wurde 2001 renoviert. Ihr Langhaus besitzt drei Kirchenschiffe. Spitzbogenförmige Fenster, die Licht in das Langhaus hereinfallen lassen, alternieren außen mit Strebepfeilern aus Werksteinen. Am halbrunden Chor sind beiderseits Nebengebäude angebaut. Im Westen erhebt sich der Glockenturm aus dem Gebäude, der mit einem mit Schiefer gedeckten Helm ausgestattet ist. Der Eingang ist spitzbogenförmig ausgestaltet. Die erste Etage des Turms zeigt Lanzetten mit einem Dreipass und eine Turmuhr. Das obere Geschoss besitzt spitzbogenförmige Zwillingsfenster an jeder Seite.

### KapelleNotre-Dame-du-Rugby
Die Ursprünge der Kapelle sind unklar. 1964 versetzte ein tragischer Autounfall die Region in Trauer, bei dem drei Rugby-Spieler aus Dax ums Leben kamen. Der Pfarrer Michel Devert, der einige der Spieler kannte, entschied, die alte, in einem schlechten Zustand befindliche Kapelle dem Rugbysport zu widmen. Um das Geld für die Instandsetzung zu sammeln, wurden Spiele zwischen verschiedenen renommierten Clubs organisiert. Am 16. Juli 1967 konnte der Bischof von Aire und Dax die Kapelle öffnen und die erste der monatlichen Messen zelebrieren. Ein spitzbogenförmiges Eingangsportal befindet sich auf der Südseite des Gebäudes. Rechts des Eingangs steht eine Statue in einer Nische unter einem Kielbogen. An der südwestlichen Ecke der Kapelle ist ein Glockengiebel mit einer Aussparung für die Glocke aus regelmäßigen Mauerwerksverband gebaut. Eine spitzbogenförmige Nische beherbergt an seinem Fuß eine Marienstatue. Die Kirche ist mit einem Satteldach aus Ziegeln gedeckt.

### Menhir von Guillay

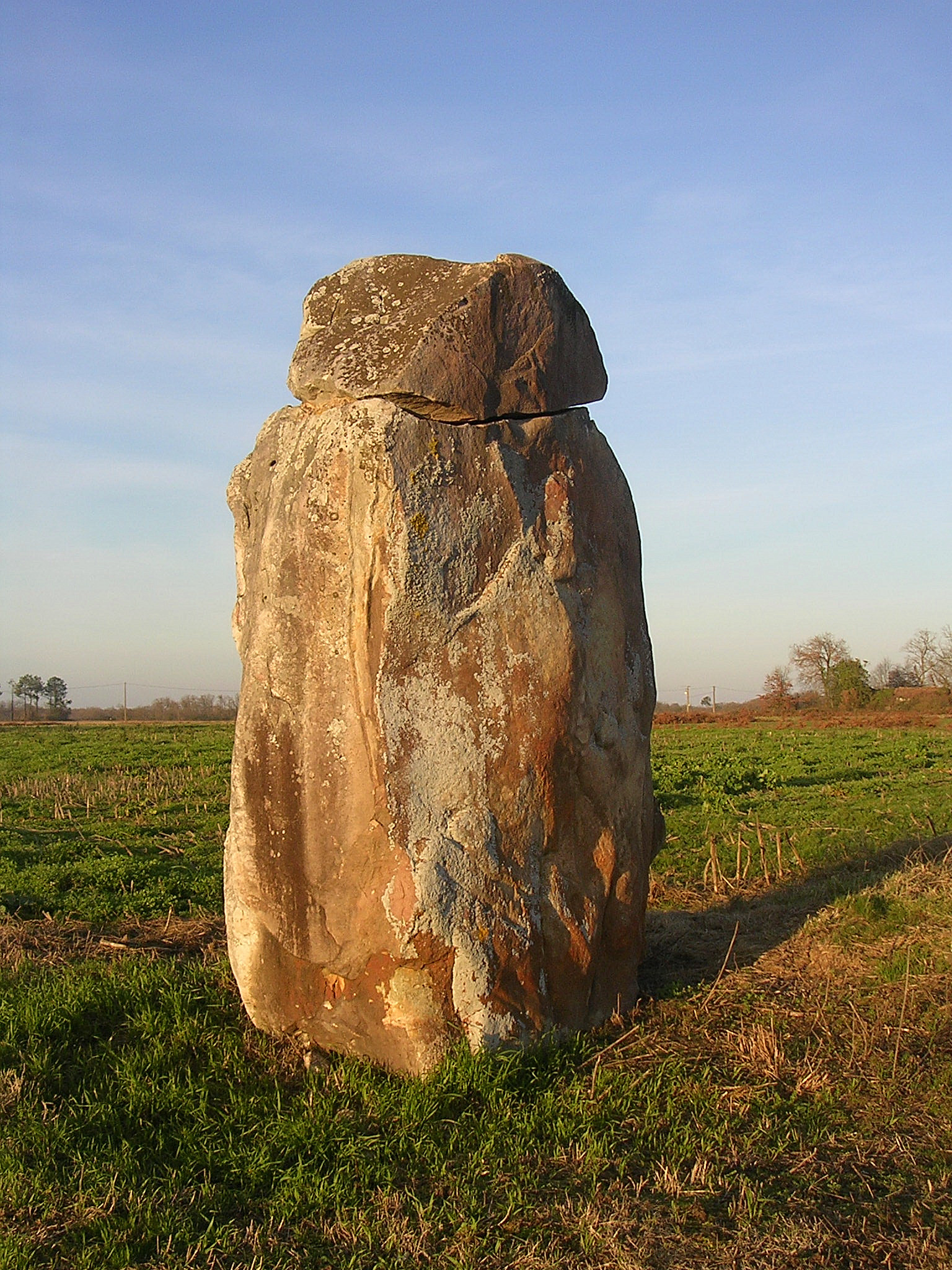
Megalith von Guillay

Er ist der bekannteste Menhir des Départements, insbesondere seitdem er 1967 aufgerichtet wurde. In diesem Jahr ist er am Rand der Route départementale 11 im Viertel Guillay im äußersten Süden des Gemeindegebiets bei einer Rodung gefunden worden. Um einen gewissen Schutz des Monuments zu gewährleisten, entschied der Archäologe Robert Arambourou, den Megalithen aufzustellen. Bei diesem Vorgang wurden Gravuren entdeckt, die auf der Seite zutage traten, auf der der Steinblock vorher in der Erde gelegen hatte. Der früher abgebrochene obere Teil wurde wieder aufgesetzt. Unklar ist, ob die Gravuren bei der ursprünglichen Aufstellung des Steinblocks oder zu einem späteren Zeitpunkt zu Beginn der Bronzezeit entstanden sind. Darunter ist ein kreisförmiges Motiv zu erkennen, das ein Kreuz einschließt, links davon ein schräger Strich. Generell spiegeln die Gravuren des Megalithen von Guillay eine Ikonografie wider, die über einen großen Teil Westeuropas verbreitet ist.

## Wirtschaft und Infrastruktur
Larrivière-Saint-Savin liegt in der Zone AOC des Weinbaugebiets Tursan.

### Bildung
Die Gemeinde verfügt über eine öffentliche Vor- und Grundschule mit 42 Schülerinnen und Schülern im Schuljahr 2017/2018.

### Sport und Freizeit
Ein Rundweg mit einer Länge von 10,9 km führt vom Zentrum von Larrivière-Saint-Savin durch das Gebiet der Gemeinde u. a. an der Kapelle Notre-Dame-du-Rugby vorbei.

### Verkehr
Larrivière-Saint-Savin wird durchquert von den Routes départementales 11, 52 und 352.

## Persönlichkeiten
Jean Manciet, geboren am 21. Juli 1904 in Larrivière-Saint-Savin, gestorben am 27. Juli 1973, war französischer Spieler der Rugby Union. Er gewann 1931 mit der Mannschaft aus Toulon die französische Meisterschaft.